# Janvier 1942
Cette page présente les faits marquants du mois de janvier 1942.
Les événements concernant la Seconde Guerre mondiale sont détaillés dans l'article Janvier 1942 (Seconde Guerre mondiale).

## Événements
- Le Victory Program est lancé aux États-Unis.
- Début de la Campagne des îles Salomon.
- Le Royaume-Uni demande que l’Égypte rompe ses relations diplomatiques avec le régime de Vichy. Le roi refuse mais le gouvernement cède.

- 1er janvier :
  - Déclaration des 26 « Nations unies » contre les nazis. Elle mentionne l’égal accès aux matières premières à la fin du conflit.
  - France : création à Paris de Boléro, sur une musique de Ravel et une chorégraphie de Serge Lifar.
  - Première exposition Mondrian à New York.

- 2 janvier :
  - Les troupes japonaises occupent Manille, abandonnée dès décembre 1941 par les troupes américaines du général MacArthur.
  - Dans l’ouest du Pacifique, les forces américaines, britanniques, hollandaises et australiennes s’allient et se mettent sous un commandement unique, celui du maréchal britannique Archibald Wavell.
  - France : parachutage de Jean Moulin au-dessus des Alpilles, en Provence, où il doit prendre contact avec les mouvements de résistance au nom de De Gaulle.

- 5 janvier : à Varsovie, une réunion secrète entre une poignée de survivants du Parti communiste polonais KPP et un petit « groupe d’initiative » clandestinement importé d’Union soviétique fonde le Parti ouvrier polonais PPR.

- 6 janvier :
  - Le Parti ouvrier polonais PPR fonde les Gardes Populaires GL, un groupe de résistants armés.
  - Roosevelt demande au Congrès américain le vote des crédits permettant le lancement du « Victory Program » qui prévoit un accroissement très important de la production d’armement.

- 7 janvier : début du siège de Bataan aux Philippines, où des milliers d'Américains et de civils sont encerclés par l'armée japonaise.
- 9 janvier : Espagne : le paquebot français "Lamoricière" naviguant d'Alger à Marseille coule au large des Baléares avec 394 personnes à bord. Pris dans une forte tempête sa structure n'a pas résisté aux coups de boutoir des vagues et aux masses d'eau se déversant sur lui. Seules 93 personnes dont 4 enfants seront repêchés.

- 11 janvier : débarquement japonais à Sulawesi (Indes orientales néerlandaises).

- 11 janvier - 7 mars : le Japon déclare la guerre aux Pays-Bas, ils envahissent et occupent l’Indonésie.

- 13 janvier :
  - Mort en prison de André-Grenard Matsoua, fondateur en France en 1926 de l’Association amicale des originaires de l’AEF. Les Lari, formation ethnique dont il était originaire, continuent à vénérer son souvenir et poursuivent son action au Moyen-Congo.
  - États-Unis :
    - Premier vol de l'hélicoptère Sikorsky R-4.
    - Henry Ford obtient le brevet de la première automobile construite avec certaines pièces en plastique. Le poids de la voiture est de 30 % inférieur à celui des autres véhicules de même catégorie.

  - Londres : signature de la Déclaration du palais de Saint-James.

- 14 janvier, États-Unis : clôture de la Conférence Arcadia.

- 15 janvier : victoire chinoise sur les Japonais à la troisième bataille de Changsha.

- 16 janvier, États-Unis : mise en place du War Production Board chargé de l’harmonisation de la production. Instauration d’un partnership « État-patronat-syndicats » par la création d’un National War Labour Board [1].

- 19 janvier : les Japonais envahissent la Birmanie et y installent un gouvernement nationaliste.

- 20 janvier, conférence de Wannsee (Berlin) : les Nazis règlent les derniers détails de la solution finale par les hauts fonctionnaires sous la présidence de Reinhard Heydrich. Il est décidé de mettre sur pied la « solution finale de la question juive », c’est-à-dire l’élimination systématique de la population juive dans les territoires occupés par les troupes allemandes.

- 21 janvier : en Afrique du Nord, début de la contre-offensive du général allemand Rommel. Elle est arrêtée à 60 km de Tobrouk (8 février).

- 22 janvier : fin de la bataille de Moscou.

- 25 janvier :
  - Les troupes Japonaises envahissent les îles Salomon.
  - Le Brésil rompt ses relations diplomatiques avec les forces de l'Axe.
  - La Thaïlande déclare la guerre aux États-Unis et au Royaume-Uni.

- 29 janvier : à la réunion de consultation de Rio de Janeiro, les États-Unis demandent aux Latino-américains de rompre leurs relations diplomatiques et commerciales avec les forces de l’Axe et une junte interaméricaine de défense est créée. Fin du conflit entre l'Équateur et le Pérou. Le Brésil rompt ses relations diplomatiques avec les forces de l'Axe.

- 30 janvier :
  - Première défaite allemande de grande importance stratégique ; empêchant la prise de Moscou, l’armée soviétique inflige un revers de taille à l’armée allemande, brisant le plan allemand de guerre éclair (Blitzkrieg).
  - États-Unis : Emergency Price Control Act. L’Office of Price Administration gèle les prix et les loyers et instaure le rationnement de certains produits dès le mois d'avril.

- 30 janvier - 3 février : les Japonais occupent Ambon (bataille d'Ambon).

## Naissances
- 1er janvier : 
  - Ian Anthony Hamilton-Smith, 3e baron Colwyn, pair et homme politique († 4 août 2024).
  - Gennadi Sarafanov, cosmonaute soviétique († 29 septembre 2005).
  - Alassane Ouattara, Président de la Côte d'Ivoire depuis 2011.

- 3 janvier : 
  - Danièle Thompson, scénariste, dialoguiste, réalisatrice et écrivain française.
  - László Sólyom, personnalité politique hongroise († 8 octobre 2023).

- 4 janvier : John McLaughlin, guitariste de jazz anglais.

- 8 janvier :
  - Stephen Hawking, physicien, théoricien et cosmologiste britannique († 14 mars 2018).
  - Viatcheslav Zoudov, cosmonaute soviétique († 8 juin 2024).

- 9 janvier : Lee Kun-hee, Homme d'affaires sud-coréen († 25 octobre 2020).

- 12 janvier :
  - Hedayat Amine Arsala, homme politique afghan.
  - Michel Mayor, astrophysicien suisse.
  - Hilary Weston, lieutenant-gouverneur de l'Ontario († août 2025).

- 14 janvier : Pierre Albertini, judoka et dirigeant sportif français († 27 janvier 2017).
- 16 janvier :
  - René Angélil, impresario québécois, agent et mari de Céline Dion.
  - Nicole Fontaine, femme politique française, ancienne présidente du Parlement européen et ancien ministre.
  - Richard Bohringer, acteur français.

- 17 janvier : Cassius Clay (Mohamed Ali), boxeur américain.

- 18 janvier : Johnny Servoz-Gavin pilote automobile français.

- 20 janvier : Jean-Marc Nudant, homme politique français.

- 27 janvier : Paul Quilès, homme politique français († 24 septembre 2021).

- 28 janvier : Hans-Jürgen Bäumler, acteur allemand.

- 29 janvier : Arnaldo Tamayo-Mendez, spationaute cubain.

## Décès
- 8 janvier : Joseph Franklin Rutherford, deuxième président des Témoins de Jéhovah (° 8 novembre 1869).

- 9 janvier : Jerzy Różycki, mathématicien et cryptologue polonais (° 24 juillet 1909).

- 16 janvier :
  - Carole Lombard (33 ans), actrice américaine d'origine française, épouse de Clark Gable tuée dans un accident d'avion.
  - Arthur du Royaume-Uni (duc de Connaught et Strathearn), gouverneur général du Canada.

- 24 janvier : Fulgence Masson, avocat, journaliste et homme politique belge (° 16 février 1854).

- 30 janvier : Frederick W. A. G. Haultain, premier ministre des Territoires du Nord-Ouest.